# Verwahrung (Deutschland)
Verwahrung ist im Zivilrecht die zeitlich begrenzte Aufbewahrung einer beweglichen Sache.

## Allgemeines
Bei der Verwahrung überlässt der einliefernde Hinterleger dem aufbewahrenden Verwahrer den unmittelbaren Besitz an beweglichen Sachen für eine bestimmte Zeit wie auch bei der Miete oder der Leihe. Der Verwahrer nimmt die Sachen in seine Obhut und stellt dafür Raum (Wohnraum, Geschäftsraum, Lagerraum) zur Verfügung, wobei er verpflichtet ist, dieselben Sachen oder auch Sachen gleicher Art, Güte und Menge nach der Verwahrung zurückzugeben. Die Aufbewahrung kann entgeltlich oder unentgeltlich erfolgen. Die Verwahrung kann die vertragstypische Hauptleistungspflicht sein, aber auch eine Nebenpflicht aus einem anderen Vertrag. Hauptleistungspflicht ist die Verwahrung beim Verwahrungsvertrag, als Nebenpflicht kommt sie beispielsweise im Beherbergungsvertrag als gemischtem Vertrag vor, wobei der Gast vom Gastwirt seine Garderobe aufbewahren lässt.

## Geschichte
Die unentgeltliche Verwahrung gab es bereits im römischen Recht (lateinisch depositum). Sie zählte dort zu den Realkontrakten. Die entgeltliche Verwahrung (lateinisch locatio conductio rei) wurde rechtlich andererseits den Miet- und Pachtverträgen gleichgestellt und war deshalb Konsensualkontrakt. An diesen Sachen erwarb der Verwahrer weder Eigentum noch Besitz, sondern er wurde durch Überlassung ihr Inhaber ohne Interdiktenschutz (detentor). Nur wenn der Verwahrer die zu verwahrenden Sachen weniger sorgfältig behandelte als seine eigenen Sachen, haftete er. Am Ende der Aufbewahrung musste der Verwahrer dieselbe Sache zurückgeben wie auch bei der Leihe (lateinisch commodatum). Diese Verwahrungsart hieß reguläre Verwahrung (lateinisch depositum regulare). Erlaubte der Hinterleger dem Verwahrer dagegen die Verwendung (Gebrauch oder Verbrauch) der zu verwahrenden Sachen, verwandelte sich die Verwahrung in ein Darlehen (lateinisch depositum irregulare), wobei der Verwahrer Eigentümer wurde und die Gefahr des zufälligen Untergangs zu tragen hatte. Diese Verwahrungsart war wiederum lediglich bei vertretbaren Sachen möglich, damit der Verwahrer sie dem Hinterleger in gleicher Art, Güte und Menge zurückgeben konnte.
Der Sachsenspiegel aus dem Jahre 1235 umschrieb die Verwahrung als „to behalde dun“. Das Wort Verwahrung tauchte wohl erstmals als mittelhochdeutsches „verwarunge“ im Jahre 1495 auf. Der Codex Maximilianeus Bavaricus Civilis vom Januar 1756 erwähnte die Hinterlegung in einer Notsituation (lateinisch depositum miserabile) und auch das „depositum irregulare“.
Das Allgemeine Preußische Landrecht (APL) vom Juni 1794 regelte die Verwahrung sehr ausführlich und sah im Verwahrungsvertrag die Verpflichtung des Verwahrers zur Aufbewahrung einer Sache, diese künftig wieder zurückzugeben (I 14, § 9-108 APL). Der Verwahrer musste bei der Aufbewahrung – wie im römischen Recht – die Sorgfalt walten lassen, die er bei eigenen Sachen zu walten pflegte (I 14, § 11 APL), bei entgeltlicher Verwahrung haftete der Verwahrer für „mäßiges Versehen“ (mittlere Fahrlässigkeit; I 14, § 17 APL). Die am römischen Institutionensystem orientierten ABGB (Österreich) und BGB (Deutschland) regeln den Verwahrungsvertrag ausführlich. Das im Januar 1812 in Kraft getretene ABGB lässt den Verwahrungsvertrag durch Übernahme einer fremden Sache entstehen (Realvertrag; § 957 ABGB) und weist dem Verwahrer eine bloße Inhaberschaft am verwahrten Gegenstand zu (§ 958 ABGB). Das seit Januar 1900 geltende BGB äußert sich zur Vertragsart nicht; es liegt wohl ein Konsensualvertrag zugrunde.

## Rechtsfragen
Verwahrung ist die aufgrund eines Verwahrungsvertrages übernommene Verpflichtung des Verwahrers, eine ihm vom Hinterleger übergebene bewegliche Sache aufzubewahren (§ 688 BGB). Der Verwahrungsvertrag ist wie die Leihe ein unvollkommener zweiseitiger Vertrag, weil der Rückgabeanspruch des Hinterlegers die Hauptvertragspflicht darstellt. Nach herrschender Meinung ist der Verwahrungsvertrag – anders als im römischen Recht – ein Konsensualvertrag, durch den der Verwahrer unmittelbaren Besitz an der Sache erlangt (§ 868 BGB) und der Hinterleger zumindest mittelbarer Besitzer wird oder gar Eigentümer bleibt und mittelbarer Besitzer wird. Bei unentgeltlicher Aufbewahrung hat der Verwahrer nur für diejenige Sorgfalt einzustehen, welche er in eigenen Angelegenheiten anzuwenden pflegt (lateinisch diligentia quam in suis; § 690 BGB). Für entstandene Aufwendungen des Verwahrers hat der Hinterleger Aufwendungsersatz zu leisten (§ 693 BGB), das Rückforderungsrecht des Hinterlegers ergibt sich aus § 695 BGB, wobei der Rückgabeort der Aufbewahrungsort ist (§ 697 BGB). Eine vereinbarte Vergütung ist bei der Beendigung der Aufbewahrung zu entrichten (§ 699 BGB).
Bei der regelmäßigen Verwahrung hat der Verwahrer bei Beendigung des Verwahrungsvertrages denselben Gegenstand zurückzugeben. Bei der unregelmäßigen Verwahrung gemäß § 700 BGB dürfen nur vertretbare Sachen verwahrt werden, weil der Verwahrer an ihnen Eigentum erlangt und sie gebrauchen oder verbrauchen darf und deshalb nur imstande ist, Sachen gleicher Art, Güte und Menge dem Hinterleger zurückzugeben. Dabei gilt für Geld (nur Bargeld) als zu verwahrender Sache das Darlehensrecht, bei anderen vertretbaren Sachen ist der Sachdarlehensvertrag anzuwenden (§ 700 Abs. 1 BGB).

## Bedeutung
Wichtigstes heutiges Anwendungsgebiet im Bankwesen sind das Einlagengeschäft und das Depotgeschäft der Kreditinstitute. Beide Geschäfte sind Bankgeschäfte im Sinne des Kreditwesengesetzes (KWG), das Einlagengeschäft gemäß § 1 Abs. 1 Nr. 1 KWG, das Depotgeschäft gemäß § 1 Abs. 1 Nr. 5 KWG.

### Einlagengeschäft
Das Einlagengeschäft ist dadurch charakterisiert, dass Kreditinstitute Sichteinlagen, Termingelder oder Spareinlagen von Bankkunden in unverbriefter Form annehmen. Da sie diese Geldanlagen als Kredite ausleihen, verwenden („gebrauchen“) sie diese Gelder, so dass eine unregelmäßige Verwahrung vorliegt, bei der der Bankkunde Geld gleicher Art, Güte und Menge zurückerhält. Da – mit einigen Ausnahmen – die Darlehensvorschriften gelten (§ 700 Abs. 1 BGB), sind die Kreditinstitute Schuldner der Einlagen, die Anleger entsprechend Gläubiger. Ort und Zeit der Rückgabe richten sich nach dem Verwahrungsvertrag (§ 700 Abs. 1 Satz 3 BGB), so dass der Hinterleger das Geld am Aufbewahrungsort abzuholen hat (keine Schickschuld; § 697 BGB) und ein jederzeitiges Rückforderungsrecht besitzt (§ 695 BGB). Sämtliche Bankeinlagen bestehen aus Buchgeld, so dass sich eine Verzinsungspflicht erst aus dem einzelnen Bankgeschäft ergibt und nicht bereits aus § 698 BGB. Während der Bankkunde bei der Geldanlage als Gläubiger ein Kreditrisiko im Falle der Bankenpleite trägt (das durch Einlagensicherung ganz oder teilweise ausgeschaltet ist), hat er im Depotgeschäft kein derartiges Risiko, weil er als Eigentümer der Wertpapiere ein Absonderungsrecht gemäß § 47 Insolvenzordnung (InsO) besitzt.

### Depotgeschäft
Im Depotgeschäft gelten für die Verwahrung die Sondervorschriften des Depotgesetzes (DepotG), wonach als Verwahrer gilt, wem im Betrieb seines Gewerbes Wertpapiere unverschlossen zur Verwahrung anvertraut werden (§ 1 Abs. 2 DepotG). Wertpapiersammelbanken sind gemäß § 1 Abs. 3 DepotG als Zentralverwahrer zugelassen, seit September 2014 im EU-Recht als EU-Zentralverwahrer. Unterschieden wird zwischen der Sammelverwahrung (§ 5 DepotG) als Regelfall und der Sonderverwahrung gemäß § 2 DepotG, die eine getrennte Aufbewahrung von den Beständen Dritter erfordert (Streifbandverwahrung). Das hat zur Folge, dass bei Sammelverwahrung ein Fall der regelmäßigen Verwahrung vorliegt, wobei dem Hinterleger aus dem Sammelbestand Wertpapiere in Höhe des Nennbetrags, bei Wertpapieren ohne Nennbetrag in Höhe der Stückzahl der für ihn in Verwahrung genommenen Wertpapiere auszuliefern sind; die von ihm eingelieferten Stücke kann er nicht zurückfordern (§ 7 Abs. 1 DepotG). Der Hinterleger erhält daher nicht dieselben Stücke zurück, doch er bleibt dennoch ihr Eigentümer.

### Weitere Anwendungsgebiete
Weitere Anwendungsgebiete der Verwahrung sind insbesondere das Lagergeschäft (§ 467 ff. HGB), die öffentlich-rechtliche Hinterlegung (beispielsweise die Verwahrung nach § 346 Abs. 1 FamFG) und die Sequestration (etwa gemäß § 848 Abs. 1 ZPO), bei denen teilweise die Vorschriften über die Verwahrung gelten. Der Frachtführer darf gemäß § 419 Abs. 3 HGB das Frachtgut verwahren oder durch Dritte verwahren lassen. Investmentgesellschaften dürfen ihr Investment- oder Sondervermögen nicht selbst verwahren, sondern müssen einer Verwahrstelle einen Auftrag zur Verwahrung und Verwaltung erteilen (OGAW: § 68 KAGB, AIF: § 80 KAGB, Immobilien: § 241 KAGB).

## Abgrenzung
Auch die unentgeltliche Verwahrung ist keine Gefälligkeit, weil die Verwahrung die Rechtspflicht aus einem Verwahrungsvertrag darstellt, während die Gefälligkeit eine unverbindliche, fremdnützige Abrede ist.